# 清水村 (福島県)
清水村（しみずむら）は福島県信夫郡にあった村。現在の福島市中心部に北接する松川沿岸にあたる。

## 地理
- 山：信夫山
- 河川：松川

## 歴史
- 1889年（明治22年）4月1日 - 町村制の施行により、南沢又村、北沢又村、泉村、森合村、御山村の区域をもって発足。
- 1947年（昭和22年）3月10日 - 福島市に編入。同日清水村廃止。

## 交通

### 鉄道路線
- 福島電気鉄道（現・福島交通）
  - 飯坂線
    - 森合駅（現・美術館図書館前駅） - 清水役場前駅（現・岩代清水駅） - 泉駅

現在は旧村域に上松川駅も所在するが、当時は未開業。また、日本国有鉄道東北本線が通過したが、駅は所在しなかった。

### 道路
現在は旧村域を国道13号の福島西道路が通過するが、当時は未開通。